# Comuna Salî, Cerneahiv
Salî (în ucraineană Салівська сільська рада) este o comună în raionul Cerneahiv, regiunea Jîtomîr, Ucraina, formată din satele Novi Salî, Osivka, Rosivka și Salî (reședința).

## Demografie
Componența lingvistică a comunei Salî
     Ucraineană (99,27%)
     Alte limbi (0,73%)
Conform recensământului din 2001, majoritatea populației comunei Salî era vorbitoare de ucraineană (99,27%), existând în minoritate și vorbitori de alte limbi.